# FÉG
A FÉG a hazai nagyüzemi fegyvergyártásban meghatározó szerepet játszó – története során különböző nevek alatt működő – vállalat rövidítése és márkaneve. Jelenleg a FÉG Épületenergetika és az MPF-FÉG Kft. egymással párhuzamosan gyártanak gázkészülékeket, fűtőberendezéseket a FÉG márkanév jogutódjaiként.

## Története

### A Fegyver- és Gépgyár Rt.
1891. február 24-én alapították Budapesten a Fegyver- és Gépgyár Rt. (FÉG) jogelődjét. A gyárban pisztolyok, puskák és géppisztolyok készültek. A Magyar Honvédség számára és exportra egyaránt gyártottak lőfegyvereket. 1935-ben jött létre a fúzió a Fegyvergyár és a Magyar Fém- és Lámpaárugyár Rt. között Fémáru-, Fegyver- és Gépgyár Rt. néven. A különböző profilok közül 1938-tól, a győri program meghirdetését követően, a fegyvergyártás vált a legfontosabbá. Magyarország a második világháborúba belépése után fokozták a termelést. 1943-ban a cég gyártmányainak túlnyomó része (mintegy 90%-a) fegyverekből állt. Ebben az időszakban a cég mintegy 10 ezer dolgozót foglalkoztatott. A Soroksári úti fegyvergyártó üzemeket és a cég olajfinomítóját 1944-ben angolszász bombázások tették tönkre.
1965. április 1-től a gyár Fegyver és Gázkészülékgyár néven folytatta munkáját.

### A Fegyver- és Gázkészülékgyár mint állami vállalat
A második világháború után a vállalat neve gyár 1946–1965 között Lámpagyár (Lampart) volt. A vállalat 1965-ben vette fel a Fegyver- és Gázkészülékgyár nevet. Címe: Budapest IX. Soroksári út 158. volt. Továbbra is központi szerepet játszott a hadsereg lőfegyverellátásában. Az üzem először Kalasnyikovokat és PPS–41 géppisztolyokat, majd különböző fajta egyéb lőfegyvereket gyártott. Itt készültek a magyarországi lakótelepi lakásokban még ma is gyakran használatos gázkonvektorok is. 1975-ben került a vállalathoz a Fővárosi Gázkészülékgyártó Vállalat, amelyet 1984-ben leállítottak. Belőle alakult a FÉG Szolgáltató Leányvállalat.
Az 1950-es években elindul az új típusú vízmelegítők gyártása. A régi 5 literes típus helyett megjelent a KV 6-os készülék, majd ezt követte a kor igényeit színvonalasan kielégítő Csongor vízmelegítő.
Megkezdődik a gáz-vízmelegítő rendszerre épülő gázfűtő berendezések gyártása az 1960-as évek végén. A KV 6-C típusú vízmelegítő készüléket követően a „C”, „SC” készülékek után a saját fejlesztésű CIRKONOVA gázkazán ("cirkogejzír") termékcsalád gyártása.

### A privatizáció óta
Az állami vállalat 1990-ben – a privatizáció folyamán – 13 termelő és több szolgáltató kereskedelmi társasággá (kft.) alakult. Ezek közül az egyik a FÉGARMY Fegyvergyártó Kft. volt. Minthogy 2004-ben számos exportpiacra fegyverkereskedelmi tilalmat rendeltek el, emiatt a FÉGARMY végleg csődbe ment.
A gázkészülék és fűtőberendezés gyártás azonban él, hiszen 2008-ban a jogelőd megvásárlásával a VARA-FÉG Kft. újraindította a hazai gázkészülékgyártást, sőt a már legkorszerűbb elvárásoknak megfelelő konvektorokat és kondenzációs gázkazánokat is gyártják.
Figyelemre méltóak az egyedülálló FÉG-VESTALE ipari modulkazánok, amelyek társasházak és intézmények fűtésére alkalmasak. Modul alapú felépítésüknek köszönhetően az igényeknek megfelelően variálhatóak a különböző modulok.
Jelenleg működő gyártóüzemei Verpeléten és Makón találhatóak.

## Termékek
Fegyverek: PA-63, AKM-63
Gázkészülékek
Varrógépek
Csepel 30
Hunnia 30

## Vasúti kapcsolat
Az üzem korábban rendelkezett nagyvasúti kapcsolattal, amely a Ferencváros felől ágazott ki, és a Gubacsi út – Szabadkai út találkozásánál érkezett be a gyár területére. A 2000-es évek elején a Gubacsi úti villamospálya felújításakor eltávolították a kereszteződést, illetve felszedték a rendező pályaudvar felől kiágazó iparvágányokat.

## Képtár

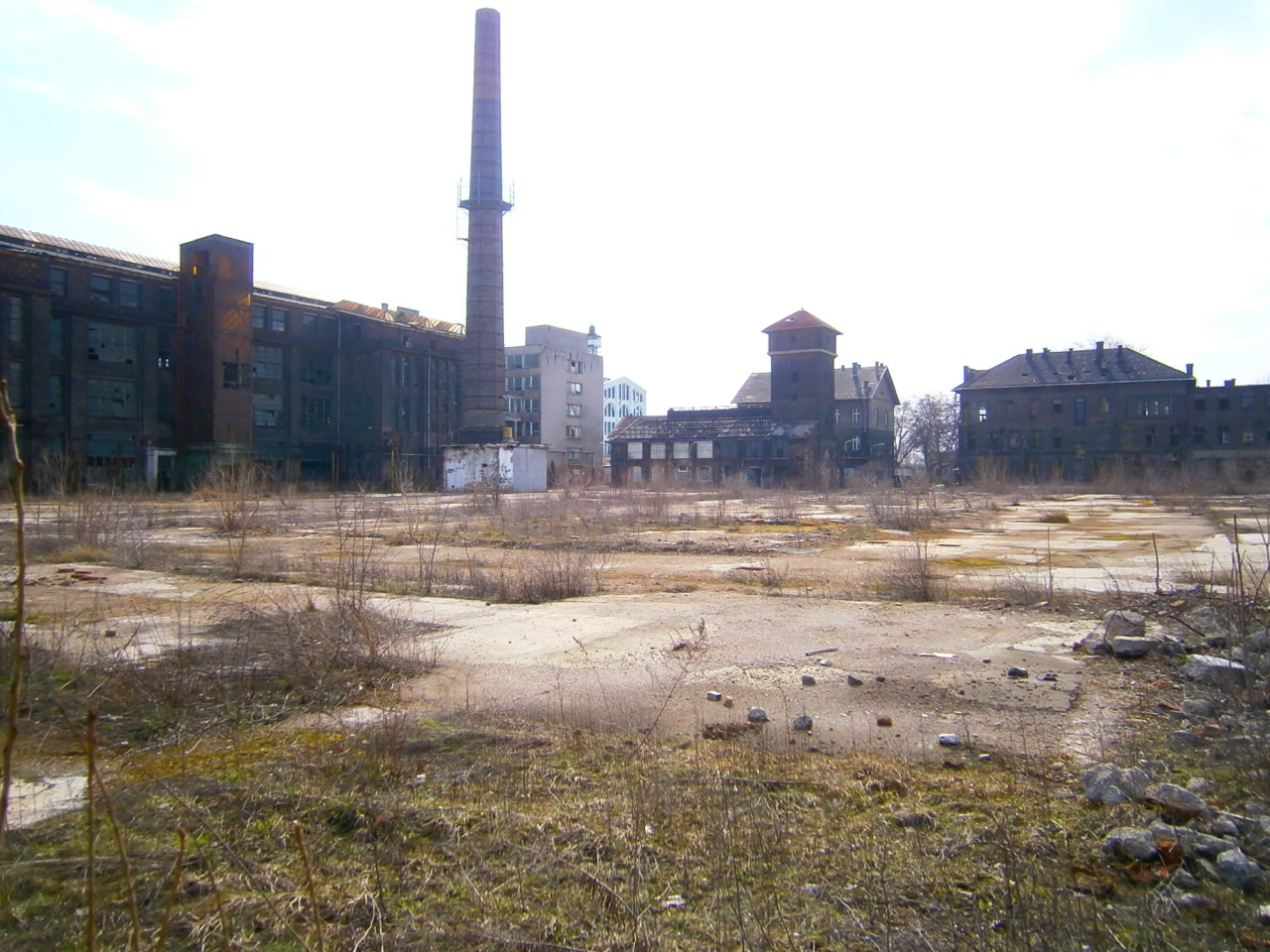
A Fegyver- és Gázkészülékgyár romos épületei 2014-ben a Gubacsi út felől nézve
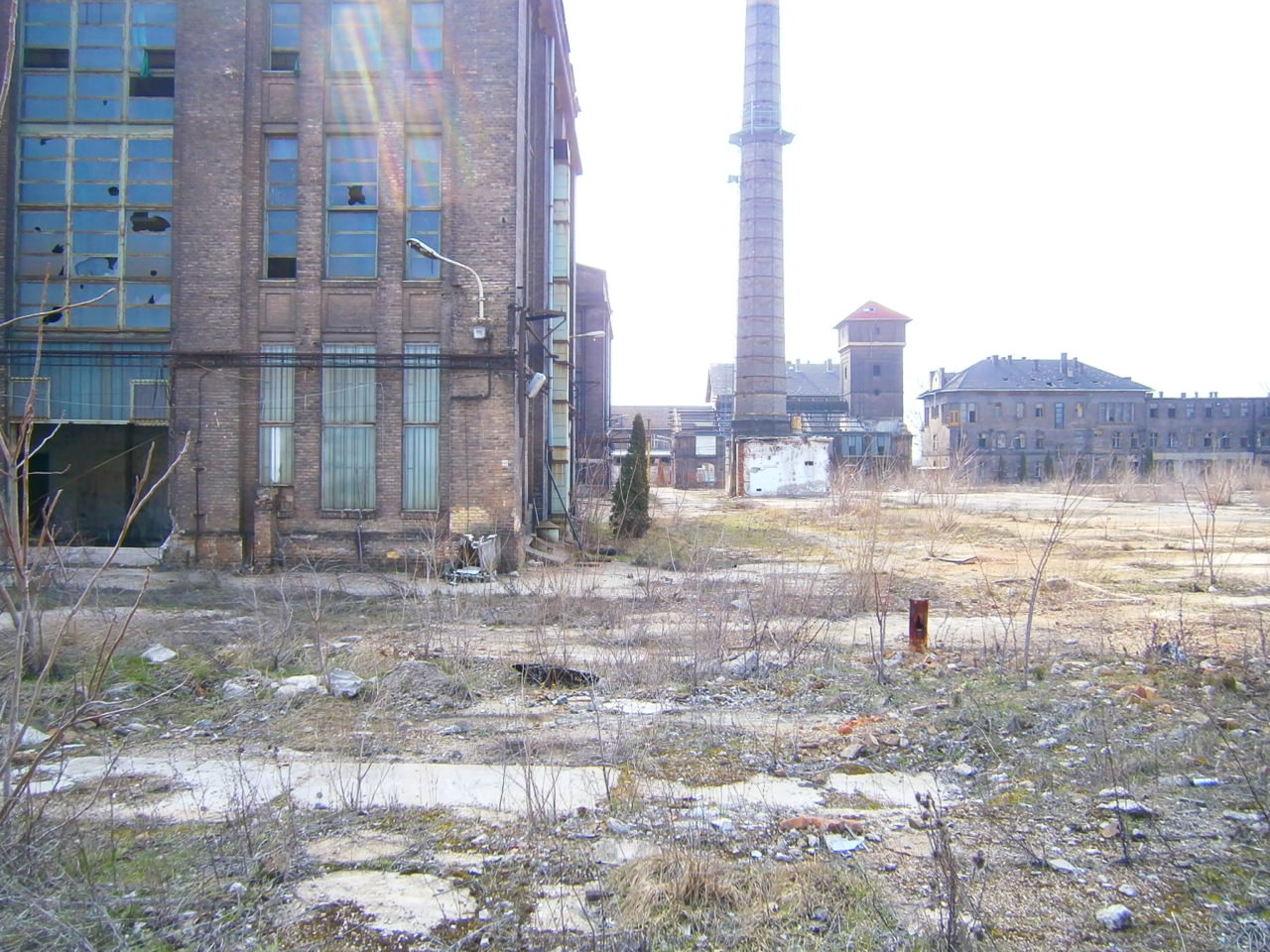
A Fegyver- és Gázkészülékgyár romos épületei 2014-ben a Gubacsi út felől nézve
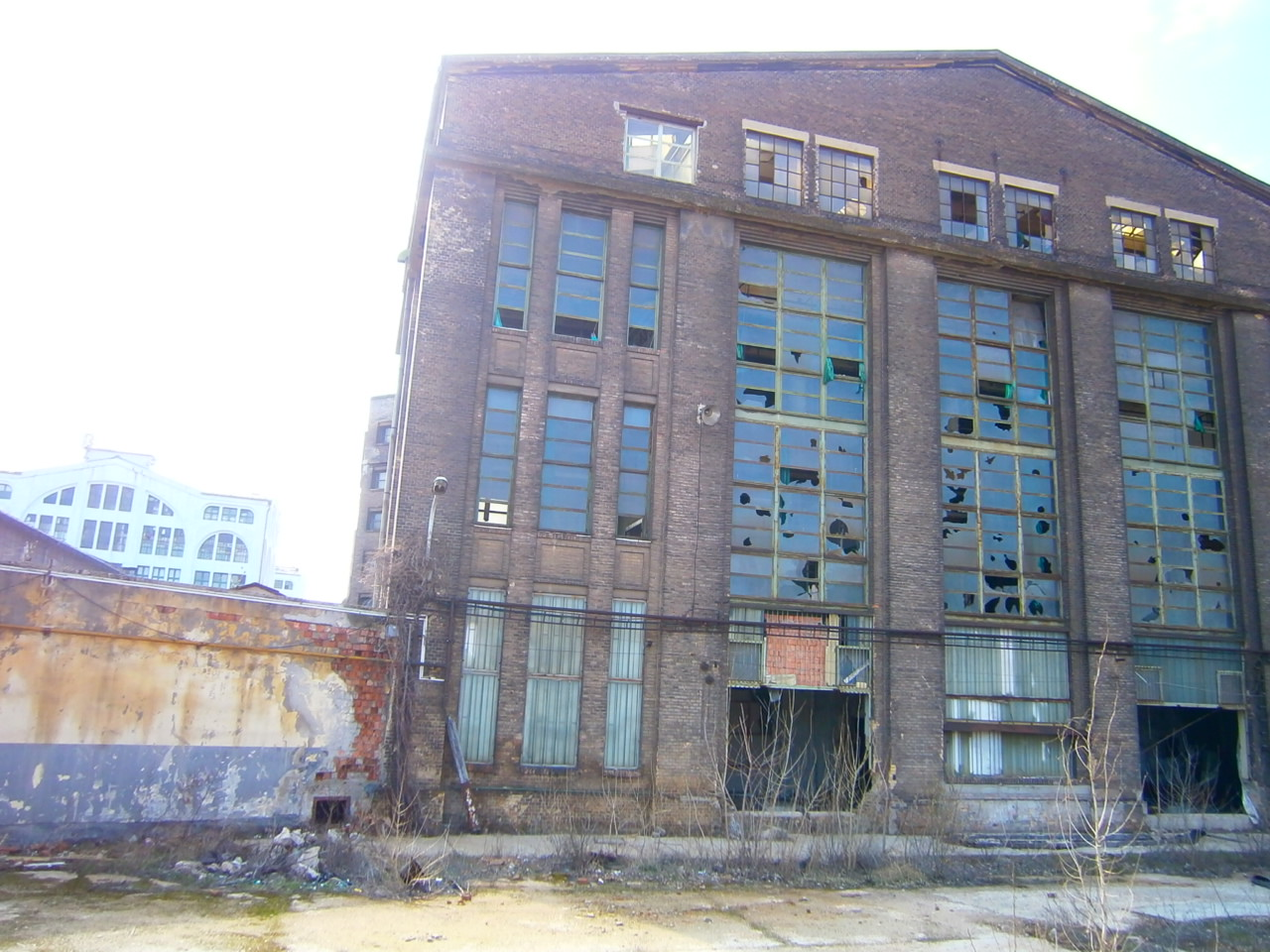
A Fegyver- és Gázkészülékgyár romos épületei 2014-ben a Gubacsi út felől nézve
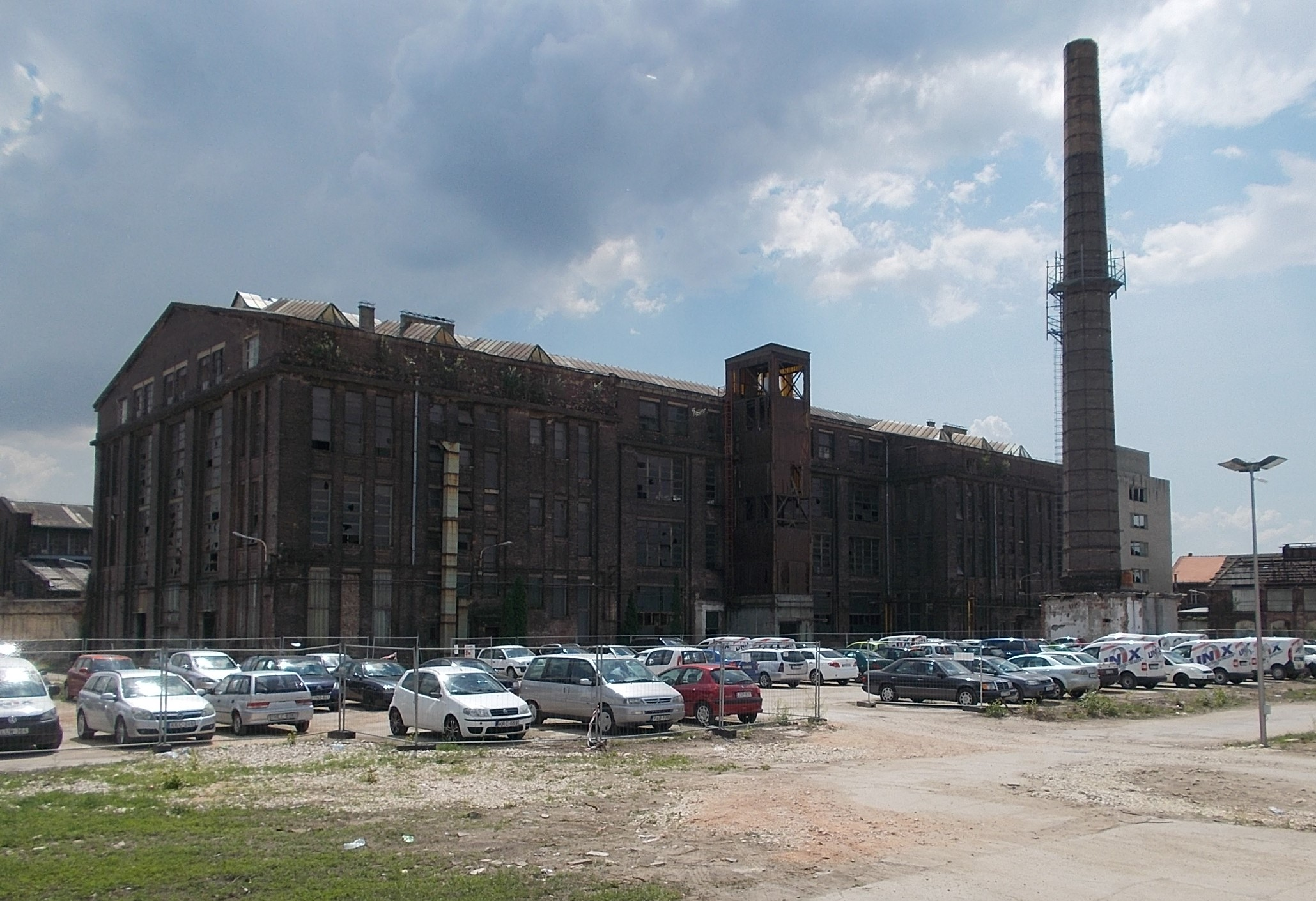
A Fegyver- és Gázkészülékgyár romos épületei 2014-ben a Gubacsi út felől nézve
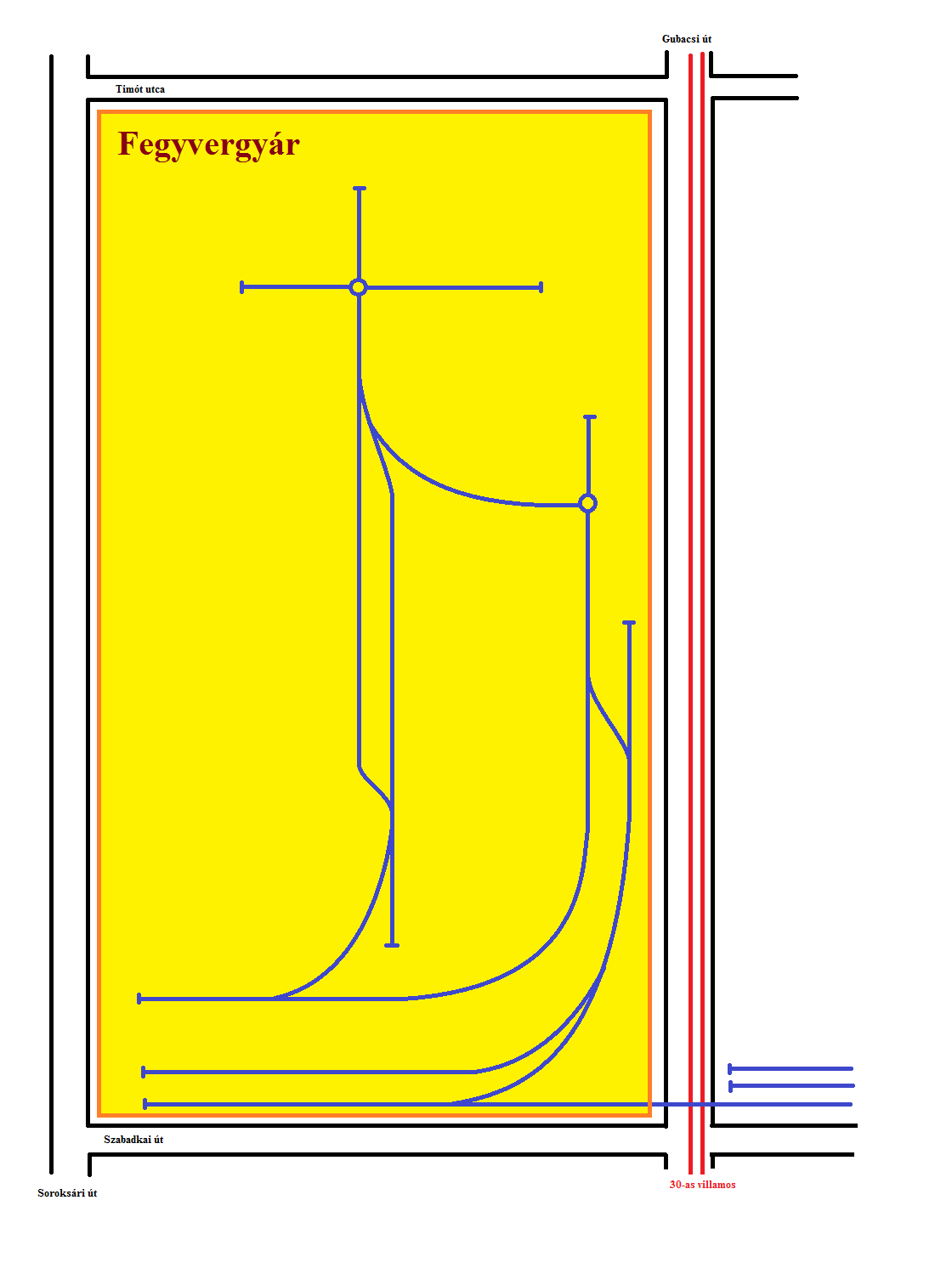
Az iparvágány vázlatos rajza
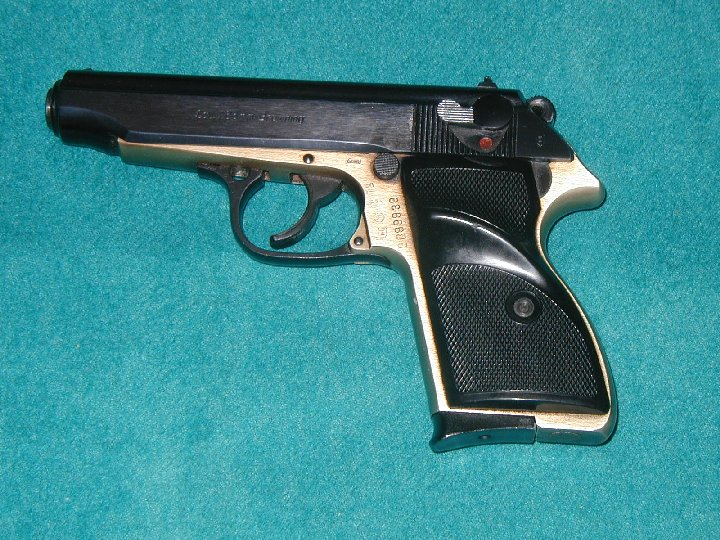
FEG PA-63. fegyver

## Egyéb irodalom
- Sárközi Zoltán – Szilágyi Gábor – Gáspár Ferenc: A Fegyvergyár története 1891–1948 In: Tanulmányok Budapest multjából XXII., Budapest Történeti Múzeum, Budapest, 1988.

## Külső hivatkozások
- Soroksári úti Fegyver- és Gépgyár üzemi csarnoképülete - Lásd Budapestet! blog, 2014.05.04.

## Filmfelvételek
- Magyar gyárak a millennium korában - Fegyver és Gépgyár – Youtube.com